# Overwatch 2
Overwatch 2 је други део видео игре Overwatch, направљене од стране Близард ентертејмента. Overwatch 2 је стратешка пуцачина у којој се два тима такмиче за доминацију у разчичитим врстама игара. У поређењу са својим претходником, Overwatch 2 је смањио количину људи у једном мечу са 6 на 5 по тиму. Поред тога Overwatch 2 је доживео промену и у разноврсности хероја које играч може да изабере као и промену моћи неких од старих хероја.

## Како се игра
У Overwatch 2 меч улазе два тима од по пет људи, тимови су унапред одабрани од стране система. Меч се одиграва на једној од бројних мапа са специфичним условима за победу, врсте мапа су: гурање, контрола, пратња, краљ планине и хибридно. У гурању, поента је да играчи изгурају робота са једне стране мапа на другу пре него сто то противнички тим постигнe. У контроли, играчи треба да заузму две области на мапи док противнички тим покушава да их спречи у томе, после полувремена тимови мењају стране. У пратњи, поента је да тим одпрати возило путем кроз мапу даље него противнички тим док противнички тим покушава да их заустави, после полувремена тимови мењају улоге. У краљу планине, играчи морају да буду на простору одређене области све док не скупе 100% власништва над њом пре противничког тима. Хибритно је комбинација контроле и пратње, један тим треба прво да заузме област на мапи, па затим да одпрати возило што је даље могуће док их други тим покушава зауставити, после полувремена се мењају стране. Оба могу да изаберу једног од око тридесет хероја подељених у три категорије нападачи, тенкови и доктори. Свака улога има другачији начин игре и има свој утицај на ток игре, само уз сарадлњу свих улога игра може да се победи. Поред поделе на улоге, сваки херој има своје моћи и начин игре којим постижу циљ своје улоге. Нападачи обично имају уникатни начин да наносе штету противничким играчима у виду животних поена, они могу да дају високу штету али немају претерано много животних поена сами. Тенкови су карактери са високом количином животних поена и обично неким видом опоравка након што им противнички тим нанесе штету. Доктори су уникатни по томе што је њихов примарни извор утицаја на игру то што могу да лече штету коју противнички тим начини, они обично немају претерано велику количину животних поена (отприлике као нападачи), поред овога они често имају начине да пониште штету коју чини противнички тим као и могуђност да и они сами начине неки вид штете (најчешће јако мале).

## Израдња игре
Игра је најављена 2019. године, уз констано померање датума избацивања, игра је коначно објављена 2022. године у априлу у виду бете. Ова бета је била затвореног типа и имали су приступ само играчи који су гледали твич стримове.